# 迭戈·卡尔沃
迭戈·卡尔沃（西班牙語：Diego Calvo，1991年3月25日—），哥斯达黎加男子足球运动员，司职边锋。他曾代表哥斯达黎加国家队参加2014年国际足联世界杯，结果队伍止步八强赛。